# Chiesa di Santa Giulia (Livorno)
L'oratorio di Santa Giulia è una chiesa di Livorno, consacrata alla patrona della città e nata come oratorio della Confraternita del Santissimo Sacramento e di Santa Giulia. Il piccolo luogo di culto si erge di fianco al Duomo, a breve distanza da piazza Grande. Annessi alla chiesa si trovano l'oratorio di San Ranieri e il Museo di Santa Giulia. In quest'ultimo sono conservati arredi sacri e una tavola di scuola giottesca che raffigura l'omonima santa, proveniente dalla chiesa della confraternita, e ancora più anticamente dalla distrutta pieve di Santa Giulia vicino al vecchio porto.

## Storia

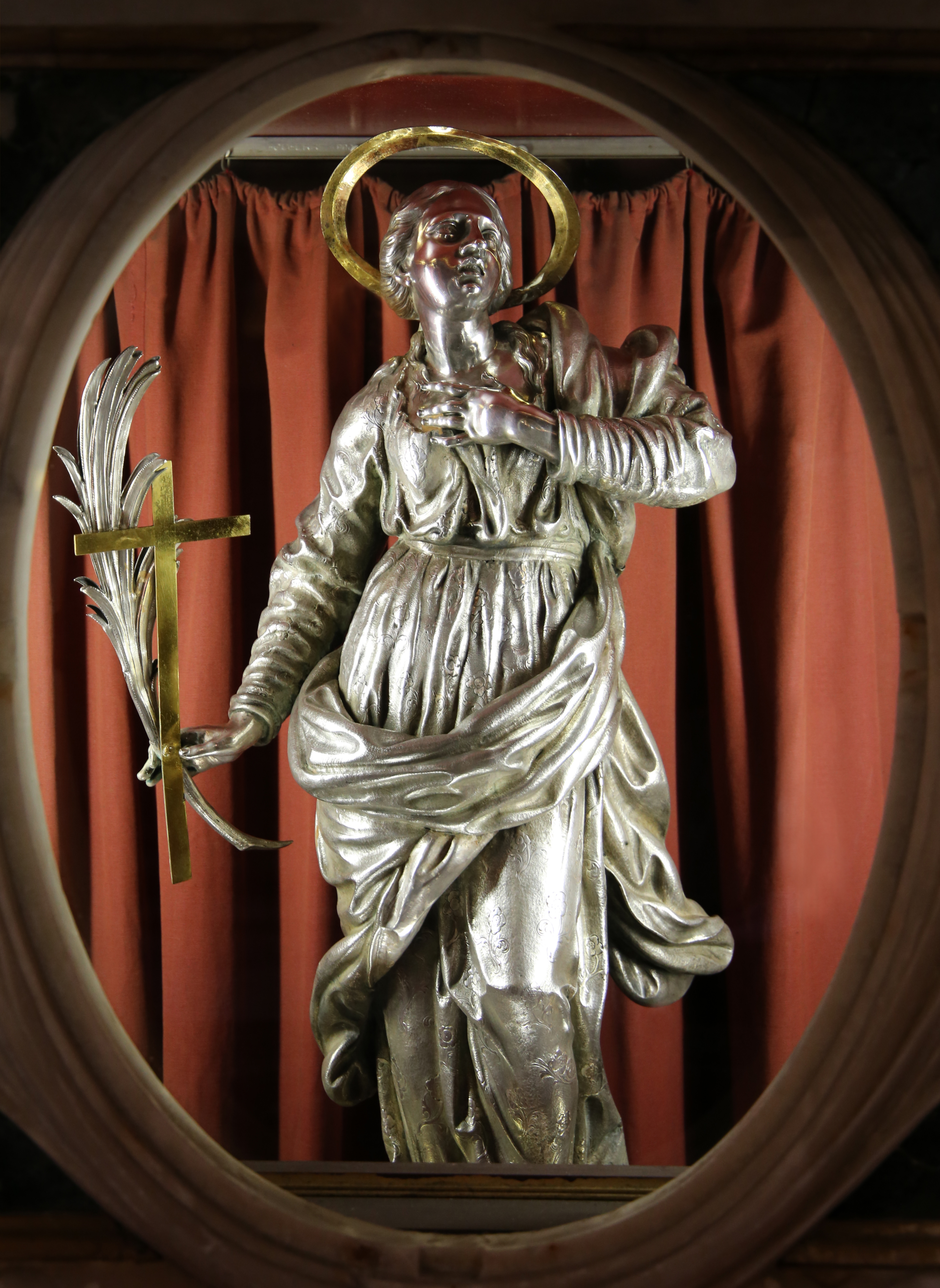
Il reliquiario di santa Giulia, donato da Cosimo III de' Medici

Il culto di santa Giulia a Livorno ha origine remote, documentabili fin dal IX secolo, e si sa che nel Medioevo esisteva una chiesa dedicata alla santa presso l'attuale piazza Guerrazzi. È possibile che le reliquie della santa, martirizzata a Cartagine, fossero giunte in Corsica dopo l'arrivo dei Vandali, e da lì traslate a Brescia tramite il Porto Pisano, su iniziativa della moglie e della figlia di Desiderio, re longobardo. Una piccola parte delle reliquie, secondo la tradizione, sarebbe rimasta nel luogo dello sbarco. 
Alla cala Liburna, fin dalla seconda metà del Duecento, gli abitanti si riunirono in una confraternita per il culto eucaristico e la memoria della santa cartaginese, riconosciuta ufficialmente all'inizio del XIV secolo. 
Fino ai primi decenni del Cinquecento, nei pressi della Fortezza Vecchia di Livorno, esistette una pieve dedicata a Santa Maria e Giulia.
Demolita l'antica pieve per far posto al fossato intorno alla fortezza medicea, la Confraternita del Santissimo Sacramento e di Santa Giulia (che aveva assunto questa denominazione ufficiale proprio in quegli anni) trasformò in oratorio un piccolo magazzino sul retro del Bagno dei forzati, fino a quando non fu costruita una chiesa più grande presso il Duomo.
I lavori cominciarono il 22 maggio 1602 e si conclusero rapidamente; successivamente, nel 1696, l'area dell'attiguo cimitero fu trasformata in un oratorio dedicato a San Ranieri, patrono della diocesi pisana alla quale Livorno ancora apparteneva. Sull'area del cimitero sorgeva anche la cappella di Sant'Omobono, che però fu demolita nel 1786. Nel 1809 Pio IX elevò il sodalizio al grado di arciconfraternita. 
La confraternita ha ottenuto nella sua storia vari privilegi, sia materiali che simbolici, oltre all'uso dell'oratorio di Santa Giulia, con annesso museo, di quello di San Ranieri, e di un cimitero per i propri confratelli e familiari nella periferia della città.

## Descrizione

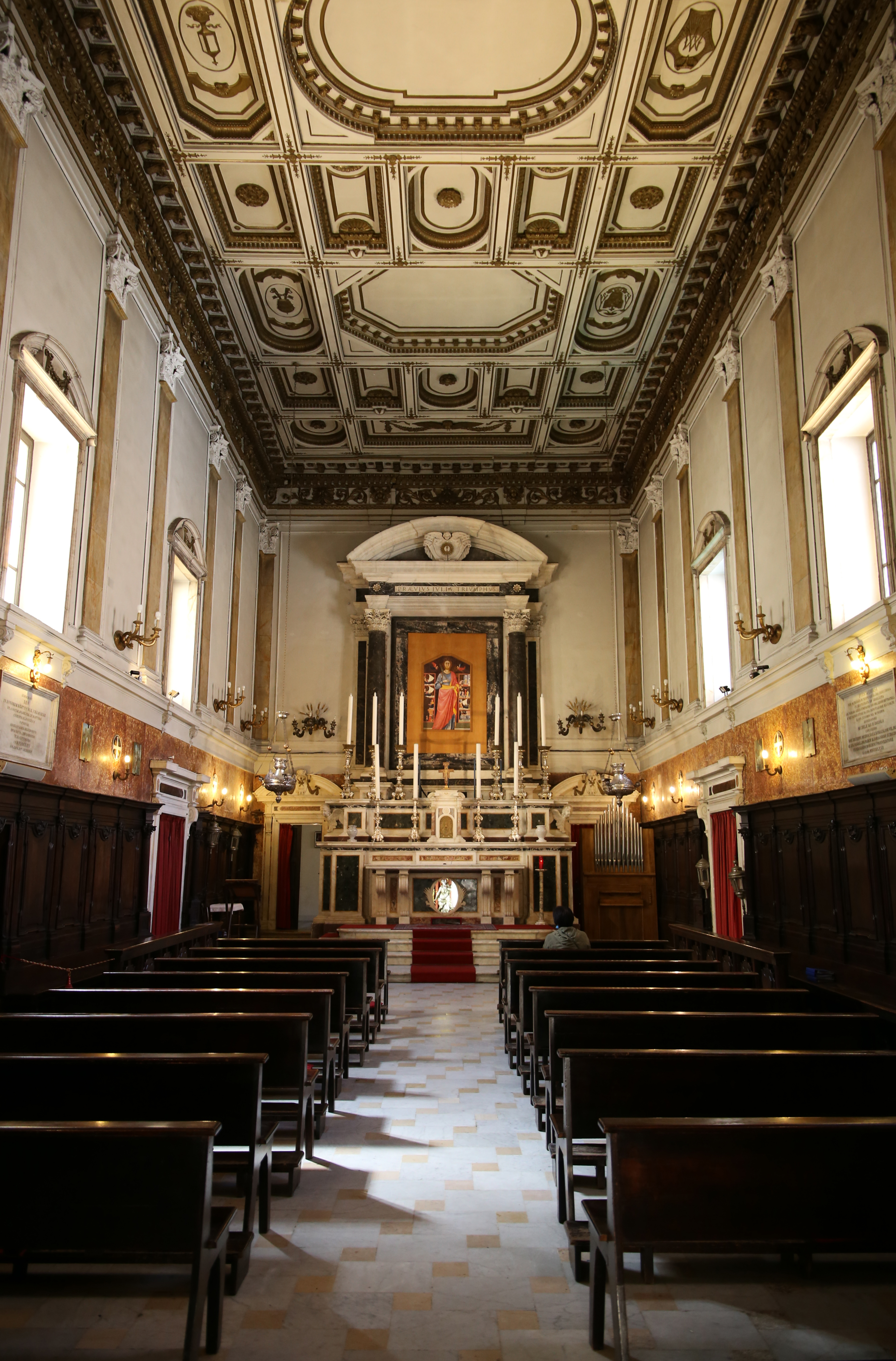
Interno

La chiesa si inserisce a margine dell'ampia esedra porticata costruita durante il fascismo sul retro dell'abside del Duomo.
L'esterno è caratterizzato da forme piuttosto semplici. La facciata della chiesa ha due nicchie in cui erano originariamente conservate due statue, di San Girolamo e di Sant'Antonio Abate, andate poi in rovina e sostituite nel 1848 da quelle dei Santi Pietro e Paolo, andate distrutte durante la seconda guerra mondiale; pur senza il ripristino dell'apparato scultoreo, nel 2008 la facciata è stata oggetto di un restauro che l'ha riportata alla configurazione originaria. Sul fianco sinistro dell'edificio si innalza un piccolo campanile.
L'interno, costituito da un'aula rettangolare preceduta da un atrio, è stato restaurato dopo le devastazioni subite nel corso della seconda guerra mondiale, quando andarono completamente distrutti il soffitto ligneo intagliato, l'arredo e l'archivio della citata Confraternita.
Notevole l'altare maggiore, d'origine seicentesca, con una tavola, risalente al XIII secolo, raffigurante Santa Giulia e attribuita al Maestro di San Torpè (l'originale è nel museo della confraternita).
Da una porta laterale si accede quindi all'oratorio di San Ranieri, voluto da Cosimo III de' Medici. Il pregevole pavimento marmoreo conserva le sepolture di importanti famiglie livornesi, mentre le pareti e la volta di copertura sono completamente affrescate.
Gli affreschi, risalenti al Settecento, si devono a Francesco Natali e Alessandro Gherardini; l'opera, che rappresenta episodi della vita di san Ranieri, è stata tuttavia pesantemente danneggiata a seguito degli eventi bellici e delle successive infiltrazioni, quando il tetto dell'oratorio fu privato del manto di copertura. Solo il 55% degli affreschi possono riferirsi alla stesura originaria, mentre il resto è frutto del restauro avviato da Leone Lorenzetti sul finire degli anni cinquanta e mirato a colmare le lacune per ridare leggibilità al ciclo.